# ماري كاي هنري
ماري كاي هنري (بالإنجليزية: Mary Kay Henry)‏ هي نقابية أمريكية، ولدت في 1958 في مقاطعة وين في الولايات المتحدة.